# Metro Boomin
Metro Boomin, właściwie Leland Tyler Wayne (ur. 16 września 1993 w Saint Louis w stanie Missouri) – amerykański producent muzyczny, autor tekstów oraz DJ.
Jest posiadaczem własnej wytwórni muzycznej Boominati Worldwide, którą założył w czerwcu 2017 roku.

## Wczesne życie
Leland Tyler Wayne urodził się 16 września 1993 r. w Saint Louis w stanie Missouri, gdzie uczęszczał do Parkway North High School. Ma czwórkę rodzeństwa. Po krótkim okresie gry na gitarze basowej w szkolnym zespole, w wieku 13 lat zaczął produkować muzykę. Matka kupiła mu wówczas laptopa, dostał wtedy także kopię oprogramowania do produkcji muzyki FruityLoops. W liceum tworzył pięć podkładów dziennie. Początkowo chciał rapować i zaczął pisać teksty, jednak ostatecznie skupił całą swoją uwagę na produkcji muzyki. Jeszcze w liceum zaczął wykorzystywać media społecznościowe do nawiązywania współpracy z raperami. Wysyłał im swoją muzykę, by ją wykorzystywali jako podkład w swoich piosenkach.

## Kariera

### Lata 2009–13
Ze szkoły średniej w Parkway North w Creve Coeur jego matka często woziła go z St. Louis do Atlanty, by współpracować z artystami, których poznał w sieci. Jednym z pierwszych artystów, z którymi pracował, był raper Tay Don, który następnie zaproponował mu współpracę z artystami z wytwórni Bricksquad, takimi jak OJ Da Juiceman czy Gucci Mane. Ostatecznie spotkał rapera Future, z którym współpracuje do teraz.
Metro Boomin po raz pierwszy pojechał  do Atlanty w 11 klasie, aby rozpocząć karierę. W wywiadzie dla XXL mówi, że raper z Atlanty, OJ Da Juiceman, był pierwszym popularnym artystą, który rapował, używając jego beatów, które ostatecznie doprowadziły do osobistego spotkania z Metro i pracy z Gucci Mane’em.
Po ukończeniu szkoły średniej Leland przeniósł się do Atlanty, aby studiować w Morehouse College, na kierunku Business Management. Ostatecznie jednak zdecydował się na przerwę w szkole po semestrze, ponieważ nie mógł połączyć studiowania i tworzenia muzyki jednocześnie. Odtąd  współpracował z takimi artystami jak Gucci Mane, Nicki Minaj, Ludacris, Future, Juicy J, Yo Gotti, 21 Savage, Wiz Khalifa, Chief Keef, The Weeknd, YG, Young Jeezy, Meek Mill, Travis Scott, Ace Hood, SAM, Young Scooter, Young Thug, Rich Homie Quan, Trinidad James, Drake, Lana Del Rey, Lil Uzi Vert, Migos, DJ Khaled, Schoolboy Q i Lil Wayne. Metro regularnie współpracuje również z innymi nowoczesnymi producentami hip-hop, w tym Sonny Digital, TM88, Southside, Zaytoven, Young Chop i DJ Spinz.
Metro Boomin współpracował również z raperem Future. Pracowali razem nad utworem Hard, który znalazł się na mixtape Welcome 2 Mollyworld DJ-a Esco i od tego czasu stworzył wiele piosenek, w tym dwa single z drugiego albumu Future, Honest, głównym singlem albumu Karate Chop i utworem tytułowy Honest, we współpracy z DJ Spinz.

### Od 2013
W maju 2013 r. ogłosił swój debiutancki mixtape 19 & Boomin. Po kilku singlach, w których występują artyści tacy jak Trinidad James czy Gucci Mane, wydał mixtape, na popularnej stronie LiveMixtapes, 7 października 2013 r. Na  mixtape'ie znalazły się utwory Maison Margiela z udziałem Future i Some More z udziałem rapera Young Thuga, do których zostały wydane teledyski.
W marcu 2014 roku Metro i Young Thug ogłosili, że wydadzą wspólny album pod pseudonimem "Metro Thuggin". Album, tak samo zatytułowany, ukazał się w 2015 roku. Wraz z ogłoszeniem premiery, duet wydał wspólny utwór The Blanguage. Metro wyprodukował szósty singiel na albumie Future Honest pt. I Won, w którym występuje Kanye West. Piosenka stała się singlem miesiąc po wydaniu albumu.
W październiku 2014 r. Metro wyprodukował mixtape Future'a zatytułowany Monster. Znalazł się tam pierwszy hit Metro Fuck Up Some Commas.
Metro było producentem na wspólnym mixtape Future'a i Drake’a, What a Time to Be Alive, wydanego 20 września 2015 r.  Wyprodukował lub wspólnie wyprodukował siedem z 11 utworów.
Metro i DJ Esco byli producentami na mixtape'ie Future Purple Reign. W 2016 roku Metro zdobył tytuł producenta roku podczas BET Hip Hop Awards.
W 2016 r. Metro Boomin wydał kilka hitów, m.in. Jumpman Future i Drake’a, Bad and Boujee zespołu Migos, Low Life Future i artysty The Weeknd oraz X rapera 21 Savage i Future. W tym samym roku wyprodukował we współpracy z innymi artystami kilka piosenek z albumu The Life of Pablo Kanye Westa, później razem z 21 Savage wydali EP Savage Mode. W 2017 roku wyprodukował single takie jak Tunnel Vision rapera Kodak Black, Bounce Back rapera Big Seana, Mask Off Future oraz Bank Account 21 Savage.
W kwietniu 2018 r. Metro Boomin ogłosił wycofanie się z produkcji muzyki na swoim Instagramie, zmieniając swój status na „Emerytowany producent / DJ”. Ostatecznie działał jednak dalej
26 października 2018 r. na stronie Billboard pojawiły się wpisy, przedstawiające Metro jako „zaginioną osobę”.
2 listopada 2018 r. powrócił z emerytury wydając swój debiutancki album studyjny Not All Heroes Wear Capes.

## Dyskografia

### Albumy studyjne
| Tytuł                     | Dane dot. albumu                                                                                             | Najwyższa pozycja na listach | Najwyższa pozycja na listach | Najwyższa pozycja na listach | Najwyższa pozycja na listach | Najwyższa pozycja na listach | Najwyższa pozycja na listach | Najwyższa pozycja na listach | Sprzedaż         | Certyfikat                                                                             |
| Tytuł                     | Dane dot. albumu                                                                                             | USA                          | AUS                          | CAN                          | FRA                          | NZL                          | SZW                          | UK                           | Sprzedaż         | Certyfikat                                                                             |
| ------------------------- | --- | ---------------------------- | ---------------------------- | ---------------------------- | ---------------------------- | ---------------------------- | ---------------------------- | ---------------------------- | ---------------- | -------------------------------------------------------------------------------------- |
| Not All Heroes Wear Capes | - Data: 2 listopada 2018 - Wydawca: Republic Records, Boominati Worldwide - Format: CD, LP, digital download | 1                            | 18                           | 2                            | 36                           | 8                            | 11                           | 16                           | - USA: 1 000 000 | - POL: złoto - CAN: 2× platyna - USA: platyna - AUS: złoto - UK: złoto                 |
| Heroes & Villains         | - Data: 2 grudnia 2022 - Wydawca: Republic Records, Boominati Worldwide - Format: CD, LP, digital download   | 1                            | 5                            | 1                            | 20                           | 2                            | 2                            | 3                            | - USA: 1 000 000 | - AUS: złoto - POL: 2× platyna - CAN: platyna - DAN: złoto - UK: srebro - USA: platyna |

### Albumy kolaboracyjne
| Tytuł                                                   | Dane dot. albumu | Najwyższa pozycja na listach | Najwyższa pozycja na listach | Najwyższa pozycja na listach | Najwyższa pozycja na listach | Najwyższa pozycja na listach | Najwyższa pozycja na listach | Najwyższa pozycja na listach | Sprzedaż       | Certyfikat                             |
| Tytuł                                                   | Dane dot. albumu | USA                          | AUS                          | CAN                          | FRA                          | NZL                          | SZW                          | UK                           | Sprzedaż       | Certyfikat                             |
| ------------------------------------------------------- | --- | ---------------------------- | ---------------------------- | ---------------------------- | ---------------------------- | ---------------------------- | ---------------------------- | ---------------------------- | -------------- | -------------------------------------- |
| Without Warning (z 21 Savage i Offset)                  | - Data: 31 października 2017 - Wydawca: Republic Records, Epic Records, Capitol Records, Motown Records, Quality Control, Slaughter Gang - Format: LP, streaming, digital download | 4                            | 39                           | 5                            | 8                            | 15                           | 13                           | 41                           |                | - POL: złoto                           |
| Double or Nothing (z Big Sean)                          | - Data: 8 grudnia 2017 - Wydawca: Republic Records, Boominati Worldwide, Universal Music Group, GOOD Music, Def Jam Recordings - Format: CD, LP, streaming, digital download       | 6                            | —                            | 15                           | 164                          | —                            | 45                           | 96                           |                |                                        |
| Savage Mode II (z 21 Savage)                            | - Data: 2 października 2020 - Wydawca: Epic Records, Boominati Worldwide, Slaughter Gang - Format: CD, LP, streaming, digital download                                             | 1                            | 4                            | 1                            | 15                           | 5                            | 4                            | 10                           | - USA: 500 000 | - UK: srebro - USA: złoto - POL: złoto |
| We Don’t Trust You (z Future)                           | - Data: 22 marca 2024 - Wydawca: Wilburn Holding Co., Boominati Worldwide, Epic Records, Republic Records, Freebandz - Format: LP, digital download                                | —                            | —                            | —                            | —                            | —                            | —                            | —                            |                | - POL: złoto                           |
| We Still Don’t Trust You (z Future)                     | - Data: 12 kwietnia 2024 - Wydawca: Freebandz, Boominati, Epic, Republic - Format: Streaming, digital download                                                                     | 1                            | 15                           | 2                            | 12                           | 6                            | 33                           | 11                           |                |                                        |
| "—" oznacza, że album nie był notowany na danej liście. | |                              |                              |                              |                              |                              |                              |                              |                |                                        |

### Mixtape'y
| Tytuł                                                     | Dane dot. albumu                                                                                                 | Najwyższa pozycja na listach | Najwyższa pozycja na listach | Najwyższa pozycja na listach | Najwyższa pozycja na listach | Najwyższa pozycja na listach | Najwyższa pozycja na listach | Najwyższa pozycja na listach | Sprzedaż                 | Certyfikat                |
| Tytuł                                                     | Dane dot. albumu                                                                                                 | USA                          | AUS                          | CAN                          | FRA                          | NZL                          | SZW                          | UK                           | Sprzedaż                 | Certyfikat                |
| --------------------------------------------------------- | --- | ---------------------------- | ---------------------------- | ---------------------------- | ---------------------------- | ---------------------------- | ---------------------------- | ---------------------------- | ------------------------ | ------------------------- |
| 19 & Boomin                                               | - Data: 7 października 2013 - Wydawca: wydany niezależnie - Format: Digital download                             | —                            | —                            | —                            | —                            | —                            | —                            | —                            |                          |                           |
| Perfect Timing (z Nav)                                    | - Data: 21 lipca 2017 - Wydawca: XO, Republic Records, Boominati Worldwide - Format: Streaming, digital download | 13                           | —                            | 7                            | 191                          | —                            | —                            | 161                          | CAN: 40 000 USA: 500 000 | - CAN: złoto - USA: złoto |
| A Futuristic Summa                                        | - Data: 1 sierpnia 2025 - Wydawca: Boominati, Mercury, Republic - Streaming, digital download                    | —                            | —                            | —                            | —                            | —                            | —                            | —                            |                          |                           |
| "—" oznacza, że mixtape nie był notowany na danej liście. | |                              |                              |                              |                              |                              |                              |                              |                          |                           |

### EP
| Tytuł                                                       | Dane dot. albumu                                                                                    | Najwyższa pozycja na listach | Najwyższa pozycja na listach | Najwyższa pozycja na listach | Najwyższa pozycja na listach | Najwyższa pozycja na listach | Najwyższa pozycja na listach | Najwyższa pozycja na listach | Sprzedaż     | Certyfikat   |
| Tytuł                                                       | Dane dot. albumu                                                                                    | USA                          | AUS                          | CAN                          | FRA                          | NZL                          | SZW                          | UK                           | Sprzedaż     | Certyfikat   |
| ----------------------------------------------------------- | --------------------------------------------------------------------------------------------------- | ---------------------------- | ---------------------------- | ---------------------------- | ---------------------------- | ---------------------------- | ---------------------------- | ---------------------------- | ------------ | ------------ |
| Savage Mode (z 21 Savage)                                   | - Data: 7 października 2013 - Wydawca: wydany niezależnie - Format: LP, streaming, digital download | 23                           | —                            | 57                           | —                            | —                            | —                            | —                            | USA: 500 000 | - USA: złoto |
| "—" oznacza, że minialbum nie był notowany na danej liście. | |                              |                              |                              |                              |                              |                              |                              |              |              |

## Filmografia
| Rok  | Tytuł                           | Rola                                  | Uwagi                                                                                               | Przypisy |
| ---- | ------------------------------- | ------------------------------------- | --------------------------------------------------------------------------------------------------- | -------- |
| 2023 | Spider-Man: Poprzez multiwersum | Jako on sam / Metro Spider-Man (głos) | Cameo, w napisach końcowych jako Leland "Metro Boomin" Wayne, również wykonawczy producent muzyczny |          |